# 1ª Divisão 1978 (hockey su pista)
La 1ª Divisão 1978 è stata la 38ª edizione del torneo di primo livello del campionato portoghese di hockey su pista; disputato tra il 1º febbraio e il 6 agosto 1978, si è concluso con la vittoria dello Sporting CP, al suo quinto titolo.

## Stagione

### Formula
La 1ª Divisão 1978 vide ai nastri di partenza venti club divisi in due gironi; ogni girone fu organizzato con un girone all'italiana, con gare di andata e ritorno. Erano assegnati tre punti per l'incontro vinto, due punti a testa per l'incontro pareggiato e uno solo per la sconfitta. Al termine della prima fase le prime quattro squadre di ogni gruppo si qualificarono alla fase finale; la vincitrice venne proclamata campione del Portogallo.

## Prima fase

### Regional do Norte
|  | Pos. | Squadra           | Pt | G  | V  | N | P  | GF  | GS  | DR  |
|  | ---- | ----------------- | -- | -- | -- | - | -- | --- | --- | --- |
|  | 1.   | Porto             | 47 | 18 | 13 | 3 | 2  | 100 | 52  | +48 |
|  | 2.   | Carvalhos         | 44 | 18 | 11 | 4 | 3  | 71  | 54  | +17 |
|  | 3.   | Valongo           | 43 | 18 | 11 | 3 | 4  | 76  | 49  | +27 |
|  | 4.   | Infante de Sagres | 42 | 18 | 11 | 2 | 5  | 89  | 63  | +26 |
|  | 5.   | Oliveirense       | 37 | 18 | 9  | 1 | 8  | 89  | 81  | +8  |
|  | 6.   | Relogios Invicta  | 34 | 18 | 6  | 4 | 8  | 69  | 84  | -15 |
|  | 7.   | Espinho           | 32 | 18 | 6  | 2 | 10 | 58  | 80  | -22 |
|  | 8.   | Riba De Ave       | 30 | 18 | 5  | 2 | 11 | 62  | 76  | -14 |
|  | 9.   | Sanjoanense       | 30 | 18 | 5  | 2 | 11 | 66  | 91  | -25 |
|  | 10.  | Candal            | 21 | 18 | 1  | 1 | 16 | 53  | 103 | -50 |

Legenda:
  Qualificata alla fase finale.
      Retrocesse in 2ª Divisão 1979.
Note:
Tre punti a vittoria, due a pareggio, uno a sconfitta.

### Regional do Sul
|  | Pos. | Squadra             | Pt | G  | V  | N | P  | GF  | GS  | DR  |
|  | ---- | ------------------- | -- | -- | -- | - | -- | --- | --- | --- |
|  | 1.   | Oeiras              | 50 | 18 | 15 | 2 | 1  | 119 | 45  | +74 |
|  | 2.   | Benfica             | 49 | 18 | 15 | 1 | 2  | 101 | 46  | +55 |
|  | 3.   | Parede              | 43 | 18 | 10 | 5 | 3  | 76  | 50  | +26 |
|  | 4.   | Sporting CP         | 40 | 18 | 10 | 2 | 6  | 105 | 54  | +51 |
|  | 5.   | Cascais             | 33 | 18 | 7  | 1 | 10 | 70  | 79  | -9  |
|  | 6.   | Quimigal            | 30 | 18 | 4  | 4 | 10 | 55  | 74  | 19  |
|  | 7.   | Juventude Salesiana | 30 | 18 | 5  | 2 | 11 | 64  | 101 | 37  |
|  | 8.   | Campo de Ourique    | 29 | 18 | 4  | 3 | 11 | 58  | 115 | -57 |
|  | 9.   | Paço de Arcos       | 29 | 18 | 4  | 3 | 11 | 67  | 96  | -29 |
|  | 10.  | Amadora             | 27 | 18 | 4  | 1 | 13 | 66  | 121 | 55  |

Legenda:
  Qualificata alla fase finale.
      Retrocesse in 2ª Divisão 1979.
Note:
Tre punti a vittoria, due a pareggio, uno a sconfitta.

## Fase finale
|       | Pos. | Squadra           | Pt | G  | V  | N | P  | GF | GS  | DR  |
| ----- | ---- | ----------------- | -- | -- | -- | - | -- | -- | --- | --- |
|       | 1.   | Sporting CP       | 36 | 14 | 10 | 2 | 2  | 61 | 38  | +23 |
| [ 1 ] | 2.   | Oeiras            | 33 | 14 | 9  | 1 | 4  | 75 | 50  | +25 |
|       | 3.   | Porto             | 33 | 14 | 9  | 1 | 4  | 76 | 54  | +22 |
|       | 4.   | Benfica           | 32 | 14 | 9  | 0 | 5  | 73 | 51  | +22 |
|       | 5.   | Valongo           | 27 | 14 | 5  | 3 | 6  | 46 | 59  | -13 |
|       | 6.   | Parede            | 26 | 14 | 5  | 2 | 7  | 59 | 63  | -4  |
|       | 7.   | Infante de Sagres | 20 | 14 | 2  | 2 | 10 | 54 | 71  | -17 |
|       | 8.   | Carvalhos         | 17 | 14 | 1  | 1 | 12 | 48 | 106 | -58 |

Legenda:
  Vincitore della Coppa del Portogallo 1977-1978.
      Campione del Portogallo e ammessa alla Coppa dei Campioni 1978-1979.
      Eventuali altre squadre ammesse alla Coppa dei Campioni 1978-1979.
      Ammessa in Coppa delle Coppe 1978-1979.
Note:
Tre punti a vittoria, due a pareggio, uno a sconfitta.